# Gölbaşı
Gölbaşı – miasto w Turcji; w prowincji Ankara; 63 tys. mieszkańców (2007). Przemysł spożywczy, włókienniczy.